# Andreas Stinsky
Andreas Stinsky (* um 1984) ist ein deutscher Archäologe. Er war von 2013 bis 2020 Archäologe im Europäischen Kulturpark Bliesbruck-Reinheim. Seit 2020 ist er Kulturreferent des Saarpfalz-Kreises.
Er studierte Vor- und Frühgeschichte, Klassische Archäologie, Provinzialrömische Archäologie sowie Deutsche Sprach- und Literaturwissenschaften an den Universitäten Freiburg, Saarbrücken und Mainz.
Von 2008 bis 2010 war er wissenschaftlicher Mitarbeiter in einem von der Deutschen Forschungsgemeinschaft geförderten geoarchäologischen Forschungsprojekt am Institut für Physische Geographie und Umweltforschung der Universität des Saarlandes. 2012 wurde er wissenschaftlicher Mitarbeiter im Europäischen Kulturpark Bliesbruck-Reinheim. 2013 übernahm er die Leitung der dortigen Museen. Unter ihm wurden das Außengelände sowie die Dauerausstellungen des Europäischen Kulturparks neu gestaltet. Zudem kuratierte er mehrere Sonderausstellungen.
In Kooperation mit anderen Wissenschaftlern rief er ein Forschungsprojekt ins Leben, um die ländliche Besiedlung in der alten, als UNESCO-Biosphärenreservat geschützten Kulturlandschaft des Bliesgaus in römischer Zeit zu erforschen. In der Dissertation für seine Promotion zum Dr. phil. an der Johannes Gutenberg-Universität Mainz untersuchte er die römische Besiedlung im südöstlichen Saarland und benachbarten Lothringen.
2014 erhielt er einen Lehrauftrag an der Universität des Saarlandes und ab 2022 an der Johannes Gutenberg-Universität Mainz.
Seit 2020 ist er als Kulturreferent für das Kulturmanagement des Saarpfalz-Kreises zuständig und zugleich Chefredakteur der Zeitschrift Saarpfalz – Zeitschrift für Geschichte und Regionalkultur, welche durch ihn eine neue Aufmachung und ein neues Format erhielt.

## Veröffentlichungen (Auswahl)
Bücher
- Landschaftsarchäologische Studien zur römischen Besiedlung im südöstlichen Saarland und Umgebung. Universitätsforschungen zur prähistorischen Archäologie, Band 334, 2 Bände. Verlag Rudolf Habelt, Bonn 2019, ISBN 978-3-7749-4211-0
- Die 30 bekanntesten archäologischen Stätten am Gardasee und in seinem Umland. Mit Ausflügen nach Verona, Brescia, Bergamo und Trient. Nünnerich-Asmus-Verlag, Mainz 2018, ISBN 978-3-96176-016-9
- Saarland – Entdeckungsreise zu 60 spannenden Orten der Geschichte. Nünnerich-Asmus-Verlag, Mainz 2019, ISBN 978-3-96176-060-2
- Der Bliesgau. Natur – Menschen – Geschichte. Nünnerich-Asmus-Verlag, Oppenheim a. Rhein 2020, 5. Aufl. 2022, ISBN 978-3-96176-106-7
- Die Villa von Reinheim. Ein ländliches Domizil der gallo-römischen Oberschicht. Nünnerich-Asmus-Verlag, Mainz 2016, 2. Aufl. 2020, ISBN 978-3-945751-20-6

Wissenschaftliche Aufsätze
- Sonia Antonelli / Jean-Paul Petit / Andreas Stinsky / et al.: A diachronic multi-source approach to the study of a historical landscape in Central-Western Europe: the Blies Survey Project. GROMA 6/2021. Documenting Archaeology (Oxford 2023), S. 76–105.
- Developing a method for GIS-based archaeological site predicition – reconstructing Roman landscapes and environmental changes in South-West Germany. AK Geoarchäologie der DGFG, International Meeting „Geoarchaeology in Europe“, Dresden, April 30 – 2, 2009 (zusammen mit Barbara Neumann)
- Neue Betrachtungen zur ostgallischen Terra Sigillata-Töpferei von Blickweiler und deren Umfeld. In: Landesarchäologie Saar 2010-2015. Denkmalpflege im Saarland 9, Saarbrücken 2017, S. 429–458, ISBN 978-3-927856-20-2
- Simon Matzerath / Andreas Stinsky: Die sogenannte Fürstin von Reinheim. Begutachtung der Fernkontakte im Inventar der frühlatènezeitlichen Prunkbestattung. Saarpfalz. Zeitschrift für Geschichte und Regionalkultur 149, 1/2023, 8–25.
- Landschaftsarchäologische Untersuchungen zur römerzeitlichen Besiedlung im Umland von Bliesbruck-Reinheim. Ein Vorbericht. In: Archäologentage Otzenhausen, Bd. 1. Archäologie in der Großregion – Beiträge des internationalen Symposiums zur Archäologie in der Großregion in der Europäischen Akademie Otzenhausen vom 7.-9. März 2014. Nonnweiler 2015, ISBN 978-3-941509-12-2, S. 189–210.
- Die ländliche Besiedlung im Einzugsgebiet des römischen Vicus von Bliesbruck. In: BLESA 8 Recherches Archéologiques, Bliesbruck-Reinheim 2018, S. 303–403, ISBN 978-2-9527562-2-8

## Herausgeberschaften
- Saarpfalz. Zeitschrift für Geschichte und Regionalkultur (im Auftrag des Saarpfalz-Kreises)

## Auszeichnungen
- Scheffelpreis (2004), verliehen durch die Literarische Gesellschaft Karlsruhe[8]
- Prix Jean Schaub (2016), verliehen durch den Club Français, für besondere Verdienste um die Erforschung der gemeinsamen Geschichte im deutsch-französischen Grenzraum[9]